# Ernst Gaupp
Ernst Wilhelm Theodor Gaupp (ur. 13 lipca 1865 w Bytomiu, zm. 24 listopada 1916 we Wrocławiu) – niemiecki anatom.

## Życiorys
Jego ojcem był radca prawny Theodor Gaupp, syn Ernsta Theodora Gauppa, miał sześcioro rodzeństwa. Studiował nauki przyrodnicze i medycynę na Uniwersytecie w Jenie, Uniwersytecie Albrechta w Królewcu i Uniwersytecie we Wrocławiu, gdzie w 1889 roku otrzymał tytuł doktora medycyny. Następnie pracował jako anatom, kolejno, we Fryburgu Bryzgowijskim, Królewcu i Wrocławiu. Przyczynił się do sformułowania zasady znanej dziś jako prawo Recherta-Gauppa (dotyczy przebiegu kostnienia kosteczek słuchowych ssaków).

## Wybrane prace
- Veröffentlichung über die Rechtshändigkeit der Menschen. Jena Fischer 1906
- Zur Kenntnis des Primordial-Craniums der Amphibien und Reptilien Verh. Anat. Ges. 5 (1891), ss. 114–120
- Alte Probleme und neuere Arbeiten ueber den Wirbeltierschaedel. Erg. Anat. Entw. 10, ss. 847–1001 (1900)
- Über die Ala temporalis des Säugerschädels und die Regio orbtailis einiger anderer Wirbeltierschädel, „Anatomische Hefte”, 19 (1), 1902, s. 155–230, DOI: 10.1007/BF02169846.
- Das Chondrocranium von Lacerta agilis, „Anatomische Hefte”, 15 (3), 1900, s. 434–594, DOI: 10.1007/BF02296320.